# Plantă suculentă

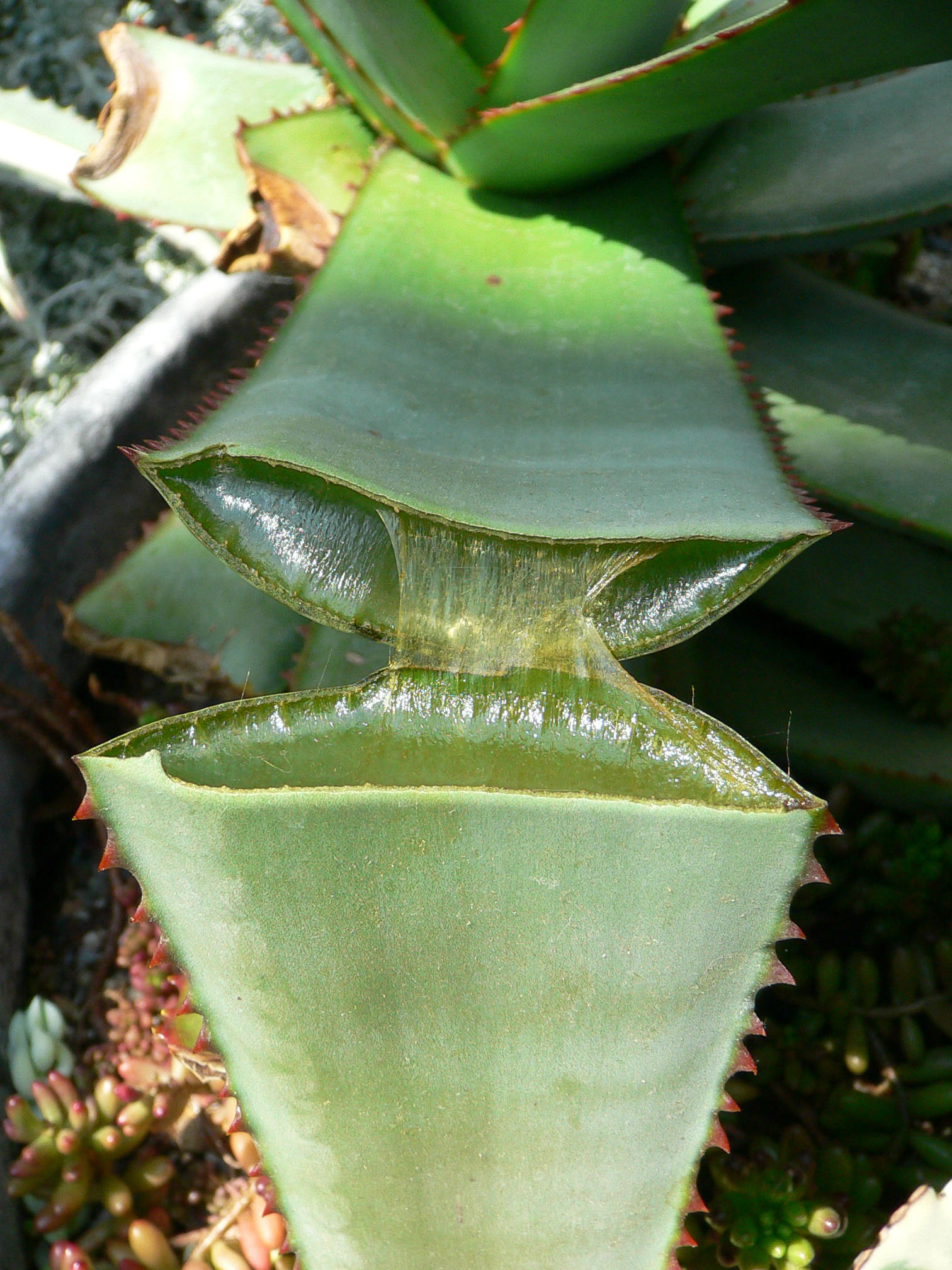
Plantele suculente stochează apă în tulpinile cărnoase sau în frunze, cum ar fi acest Aloe

În botanică, plantele suculente (în latină succulentus) sunt plantele care au unele părți mai mari decât în mod normal, acestea fiind îngroșate și  cărnoase; deseori în interiorul lor se acumulează și se reține apă, pentru ca supraviețuirea condițiilor climatice aride să fie posibilă. Plantele suculente pot reține apa în diverse organe vegetative, cum ar fi frunzele și tulpina. În uz horticol, termenul "suculent" este uneori folosit într-un mod care exclude plantele pe care botanicii le consideră suculente, cum ar fi cactușii . Suculentele sunt adesea cultivate ca plante ornamentale din cauza aspectului lor izbitor și neobișnuit. 
Multe familii de plante conțin suculente (peste 25 de familii de plante).  În unele familii, cum ar fi Aizoaceae, Cactaceae și Crassulaceae, cele mai multe specii sunt suculente. Habitatele acestor plante care conservă apa sunt localizate adesea în zone cu temperaturi ridicate și precipitații reduse. Suculentele au capacitatea de a înflori din resurse de apă limitate, precum din ceața și rouă, ceea ce le face rezistente la supraviețuirea într-un ecosistem uscat.

## Definiție

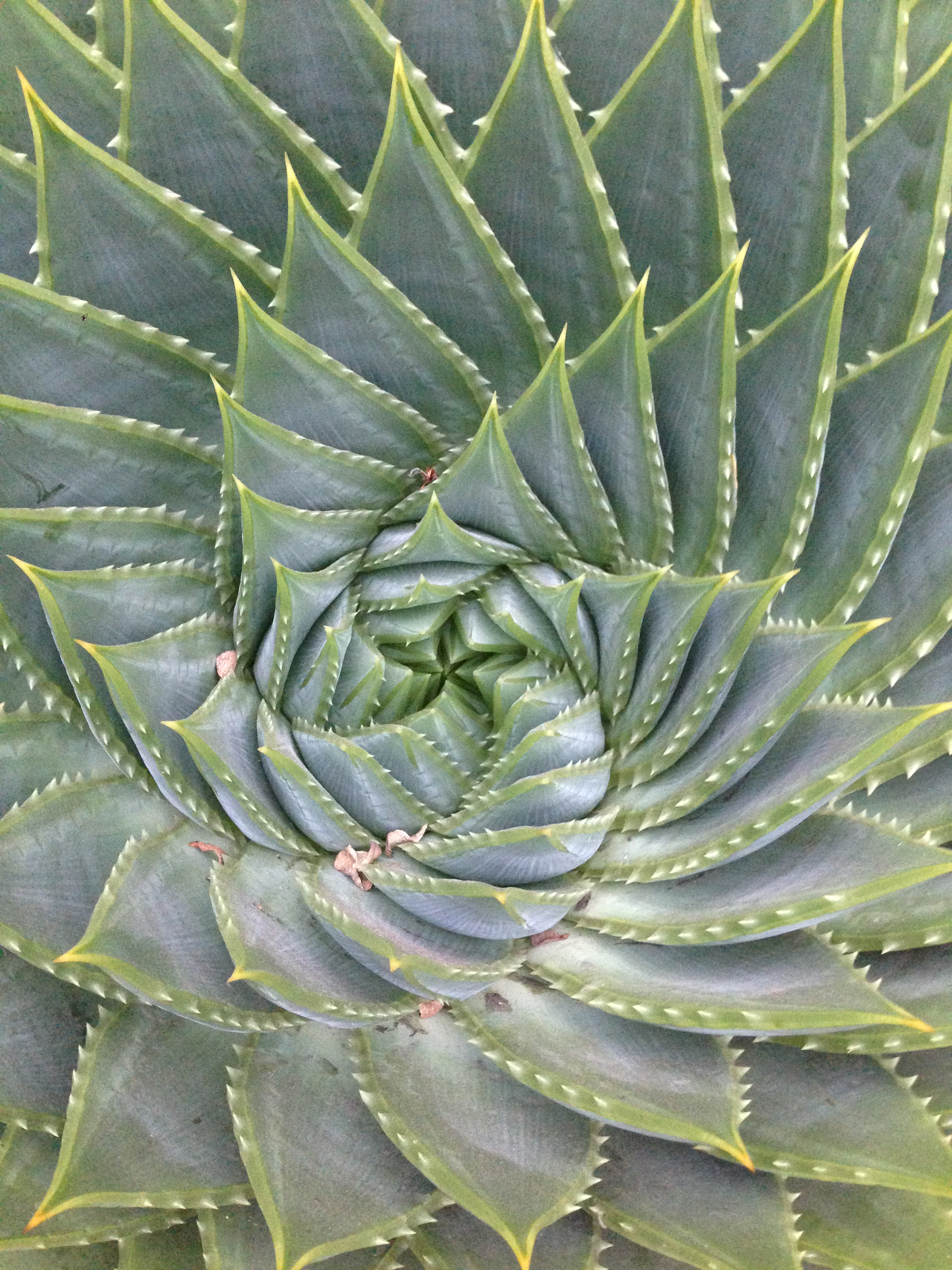
Centrul unei suculente (Aloe polyphylla)

O definiție generală a suculentelor este că acestea sunt plante rezistente la secetă, în care frunzele, tulpinile sau rădăcinile au devenit mult mai cărnoase, prin dezvoltarea țesutului de stocare a apei. 
Cei care cresc suculente ca hobby folosesc termenul într-un mod diferit față de botaniști. În utilizarea horticolă, termenul suculent exclude în mod regulat cactușii. Cu toate acestea, în terminologia botanică, cactușii sunt suculente.  Horticultorii pot exclude și alte grupuri de plante, de exemplu bromeliadele .  O definiție practică, dar neștiințifică, nehorticolă este următoarea: "o plantă suculentă este orice plantă de deșert pe care un colecționar de plante suculent dorește să crească". 
O altă dificultate este că plantele nu sunt suculente sau nesuculente. În multe genuri și familii există o gradare continuă, de la plantele cu frunze subțiri și tulpini normale, la cele cu frunze sau tulpini foarte îngroșate și cărnoase, astfel încât decizia a ceea ce este suculent este adesea arbitrară. Diferitele surse pot clasifica aceeași specie în mod diferit. 

## Aspect

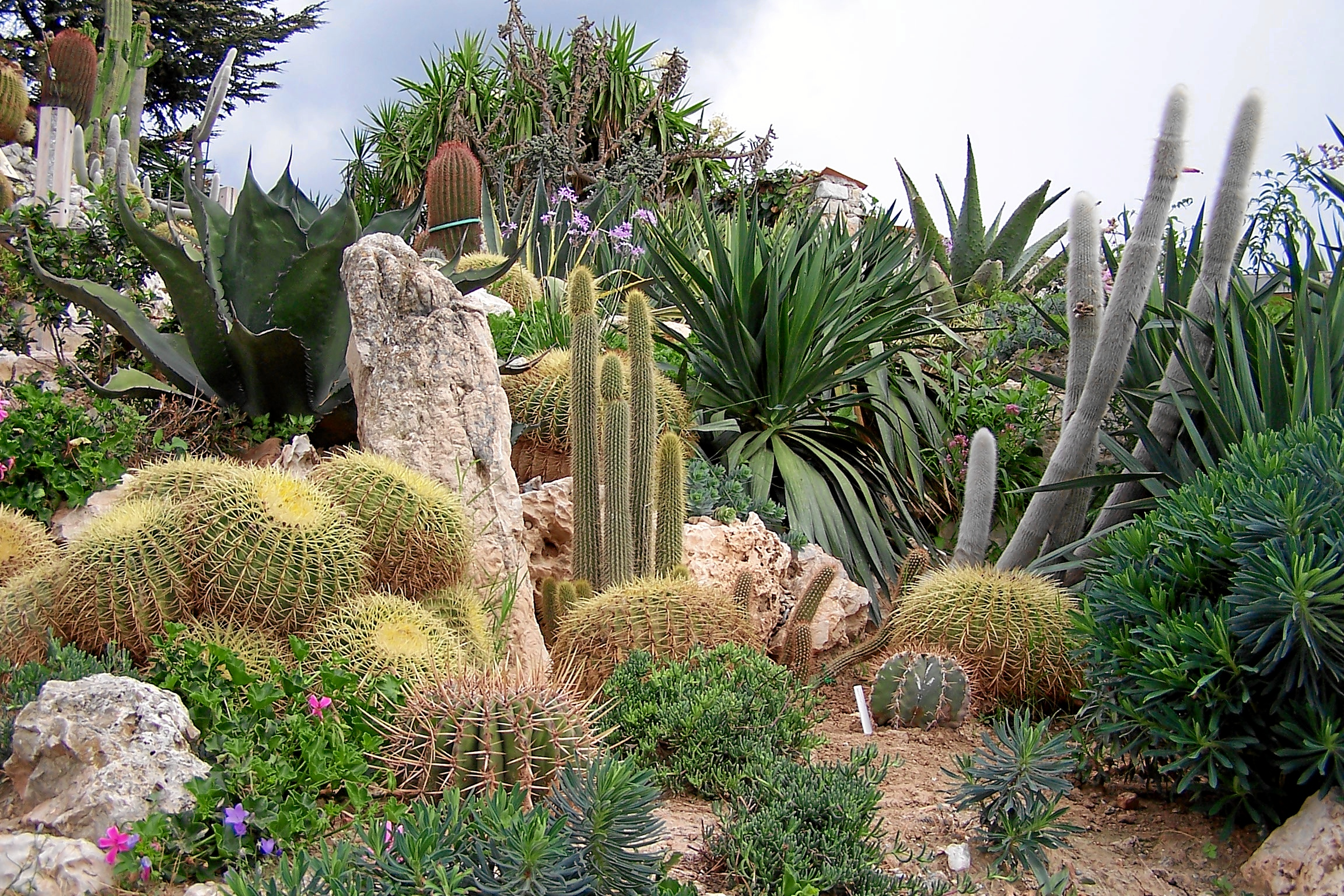
O colecție de plante suculente, incluzând cactuși, de la Jardin botanique d'Èze, Franța

Depozitarea apei oferă deseori plantelor suculente un aspect mai umflat sau mai cărnos decât altor plante, această caracteristică fiind cunoscută sub denumirea de succulență. Pe lângă suculență, plantele suculente au diferite caracteristici de economisire a apei. Acestea pot include: 
- frunze absente, cilindrice sau sferice
- reducerea numărului de stomate
- tulpini ca locul principal al fotosintezei, în loc de frunze
- formă de creștere compactă, redusă, sferică sau cu aspect de perniță
- suprafață exterioară ceroasă, păroasă, cu ghimpi, pentru a crea un micro-habitat umed în jurul plantei, care reduce mișcarea aerului; acestă caracteristică are drept scop reducerea pierderii de apă și crearea umbrei
- rădăcini foarte apropiate de suprafața solului, astfel încât au capacitatea de a prelua umiditatea sau chiar  roua
- capacitatea de a stoca o cantitate mare de apă, chiar li la temperaturi interne ridicate (de exemplu, 52°C )

## Habitat
În afară de Antarctica, suculentele se găsesc pe fiecare continent. Deși se crede adesea că cele mai multe suculente provin din zone uscate, cum ar fi stepele, semi-deșertul și deșertul, zonele cele mai uscate din lume nu oferă habitate adecvate suculentelor. Australia, cel mai uscat continent din lume, găzduiește foarte puține suculente native din cauza secetelor frecvente și prelungite. În cele mai aride zone geografice ale Africii, continentul care găzduiește cele mai native suculente din lume, nu se regăsesc multe plante de acest tip. Cu toate acestea, în timp ce suculentele nu au posibilitatea de a crește în zonele în care predomină condițiile dure, ele pot să se dezvolte în medii și condiții nelocuibile de alte plante. De fapt, multe suculente sunt capabile să crească în condiții uscate, iar unele pot trăi până la doi ani fără apă, în funcție de împrejurimile și adaptările lor.  Suculentele pot, de asemenea, să apară ocazional ca epifite, crescând pe alte plante, cu contact limitat sau fără contact cu solul și depind de capacitatea lor de a stoca apa și de a obține substanțe nutritive prin alte mijloace; această nișă este văzută în Tillandsia . Suculentele apar în zone ca cele ale coastelor marine și a lacurilor uscate, care sunt expuse nivelurilor ridicate de minerale dizolvate, care sunt ucigătoare pentru multe alte specii de plante. Suculentele aflate în ghiveci sunt capabile să crească în medii interioare cu o îngrijire minimă. 

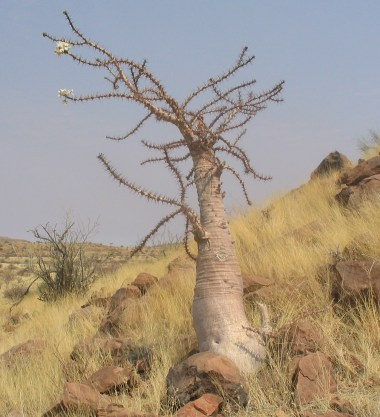
Apocynaceae : Pachypodium lealii, stem suculent

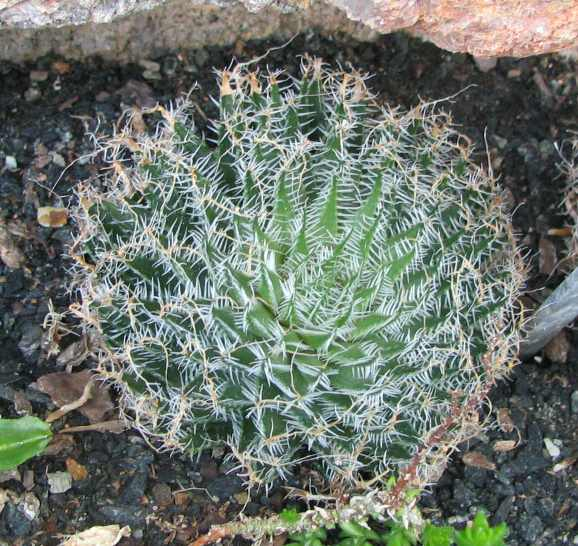
Asphodelaceae : Haworthia arachnoidea, frunze suculente

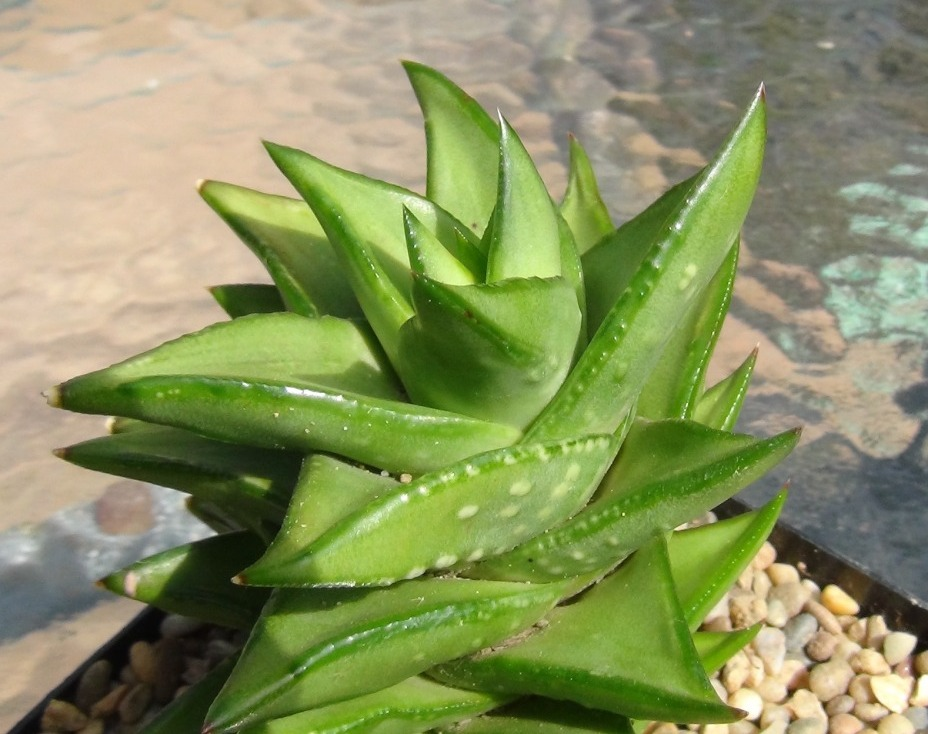
Asphodelaceae : Astroloba tenax, frunze suculente

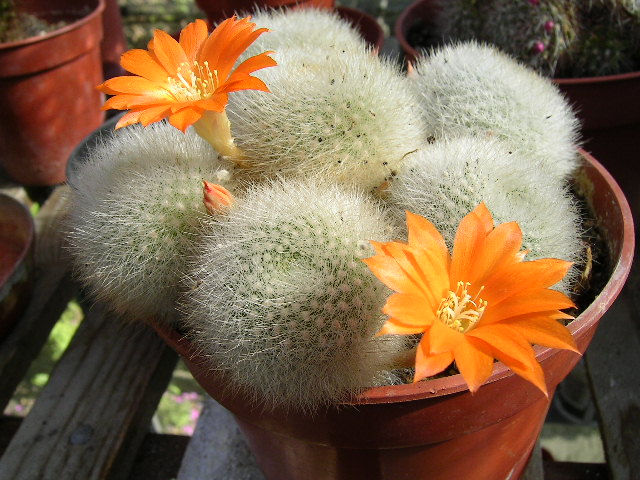
Cactaceae : Rebutia muscula, tulpina suculenta

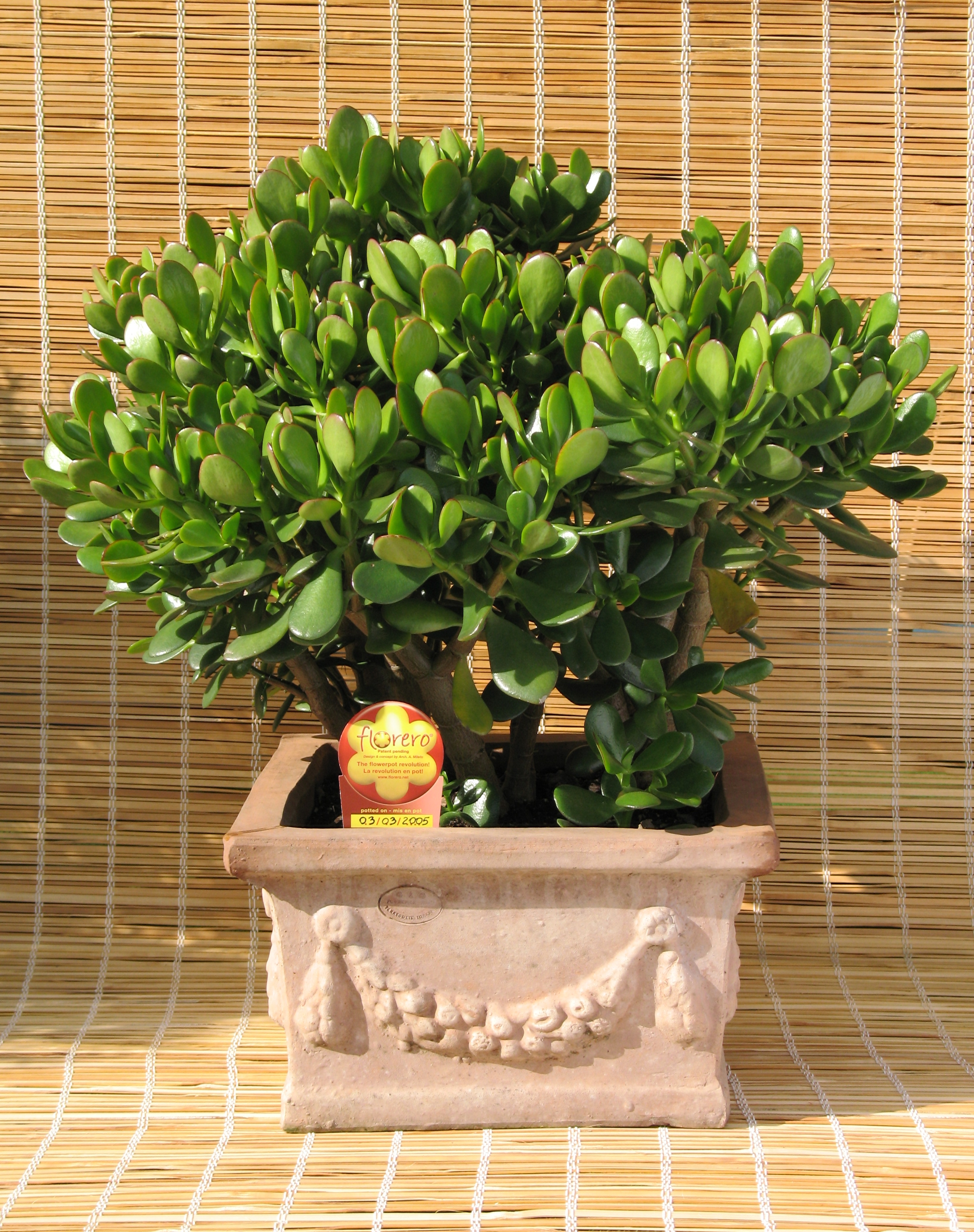
Crassulaceae : Crassula ovata, tulpină și frunze suculente

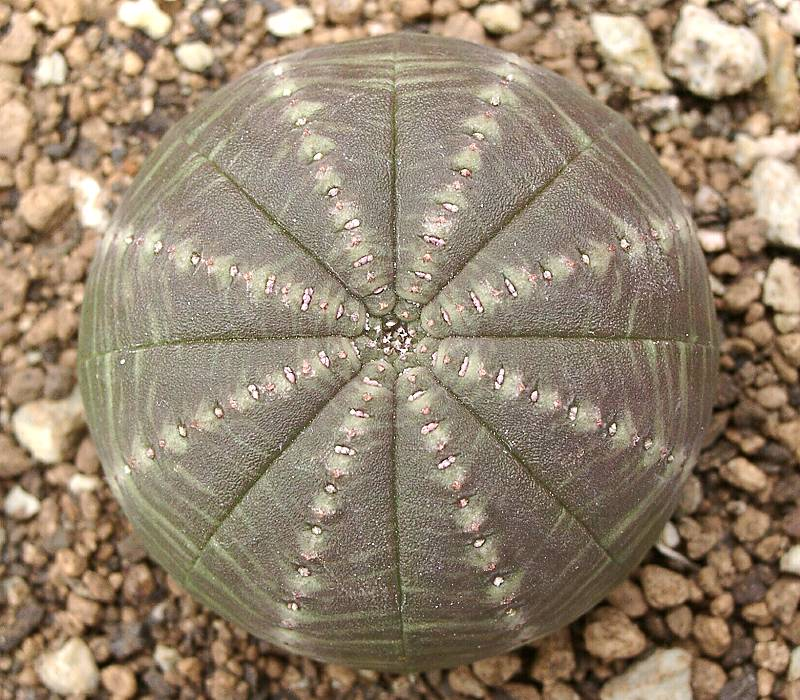
Euphorbiaceae : ssp., tulpină suculentă

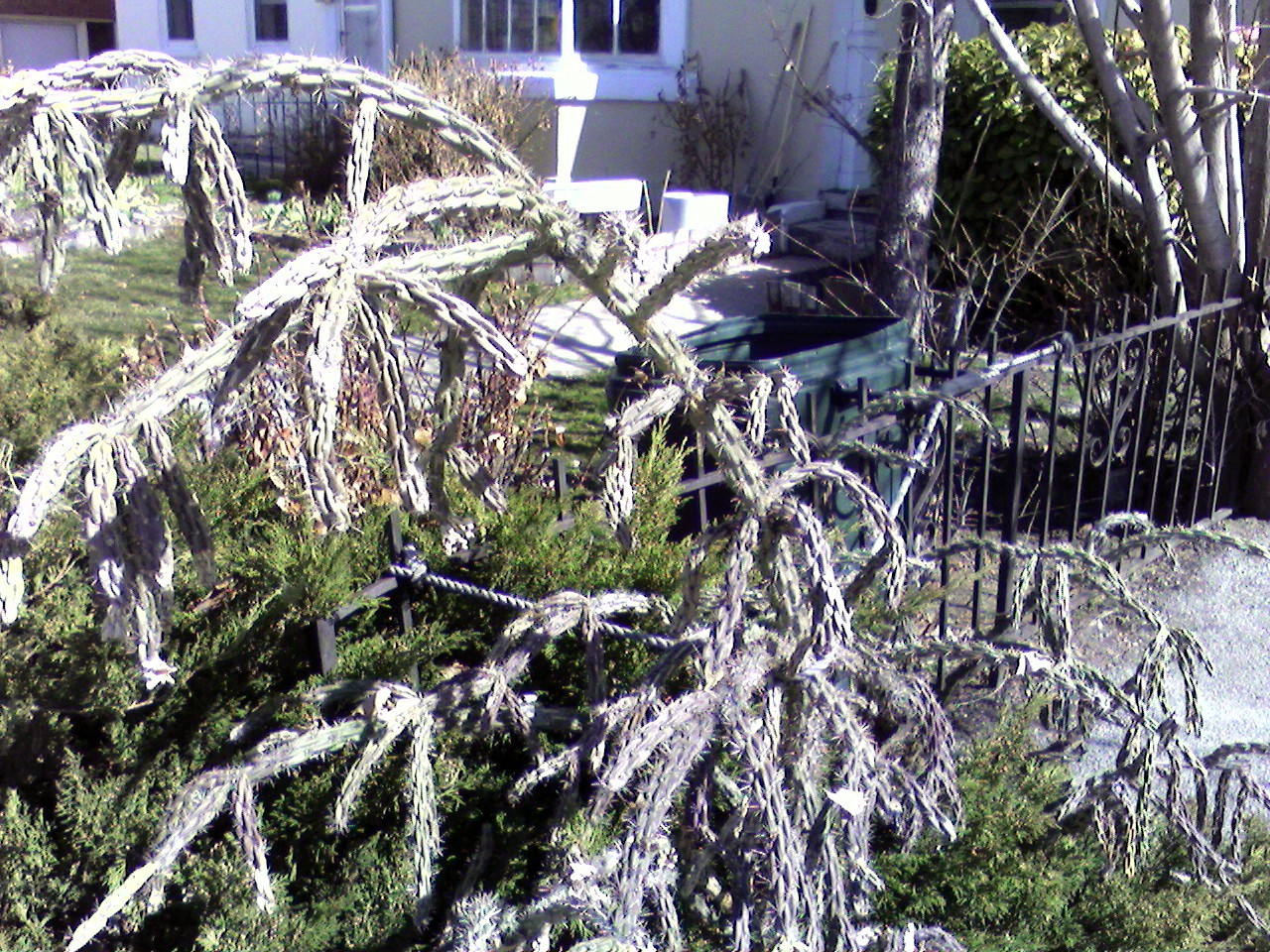
Cylindropuntia imbricata : tulpină, suculentă de lemn

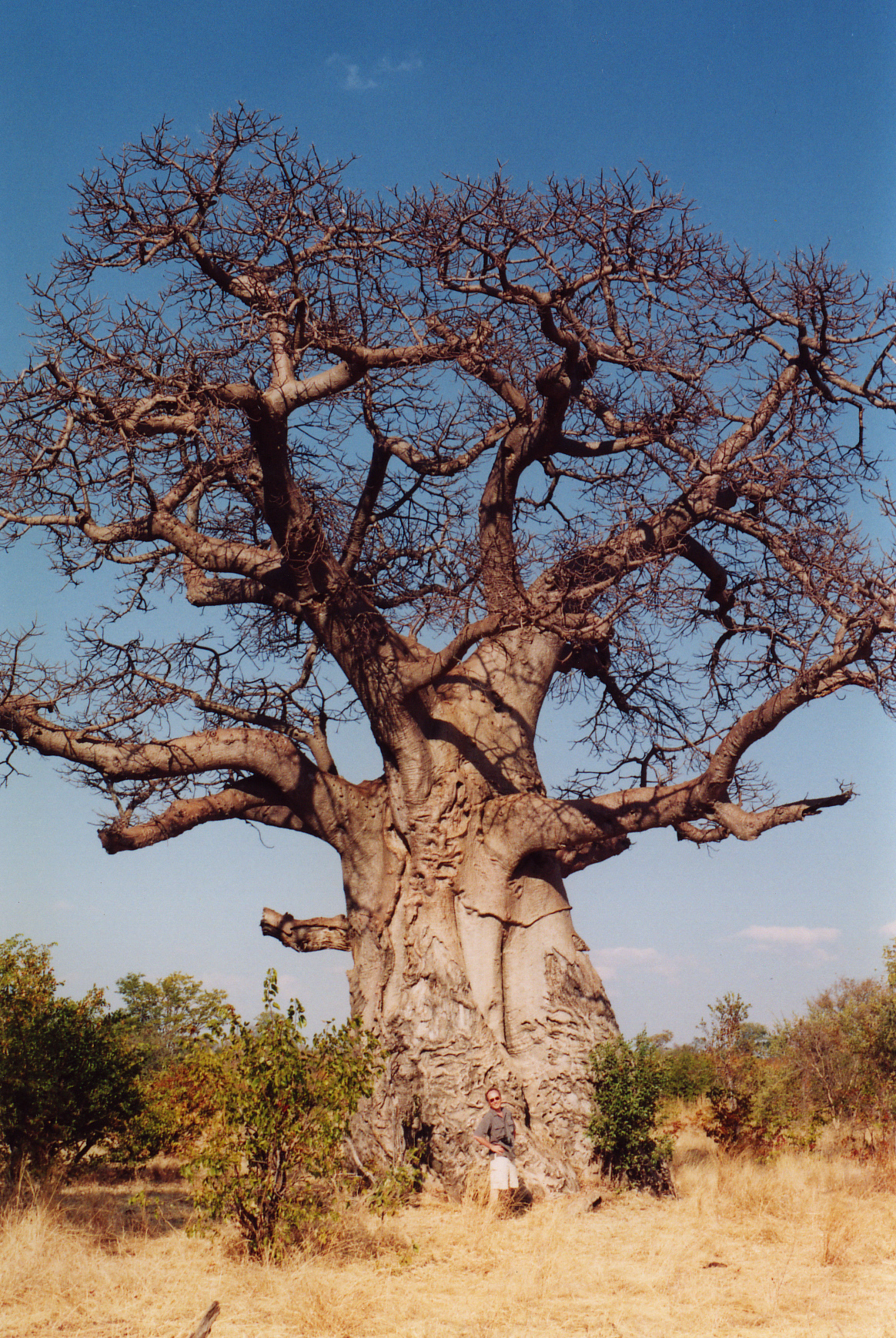
Malvaceae : Adansonia digitata, tulpină suculentă

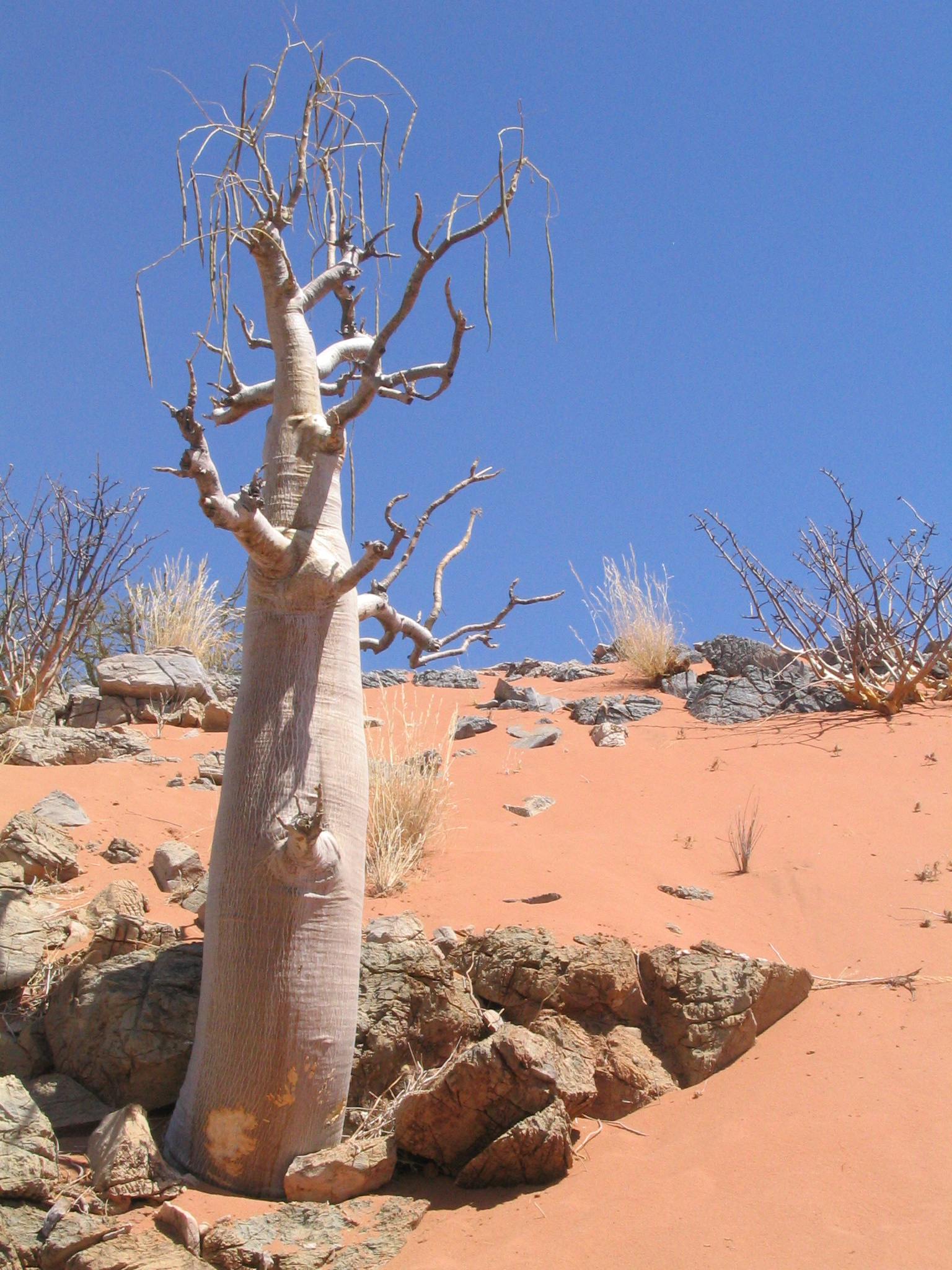
Moringaceae : Moringa ovalifolia, tulpină suculentă

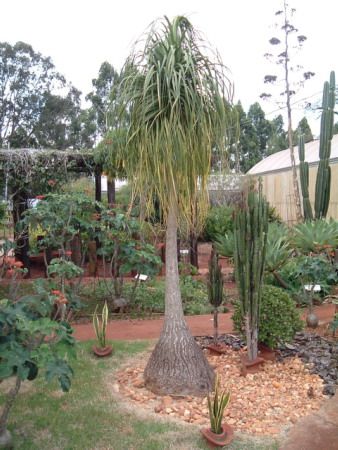
Asparagaceae : Beaucarnea recurvata, tulpină suculentă

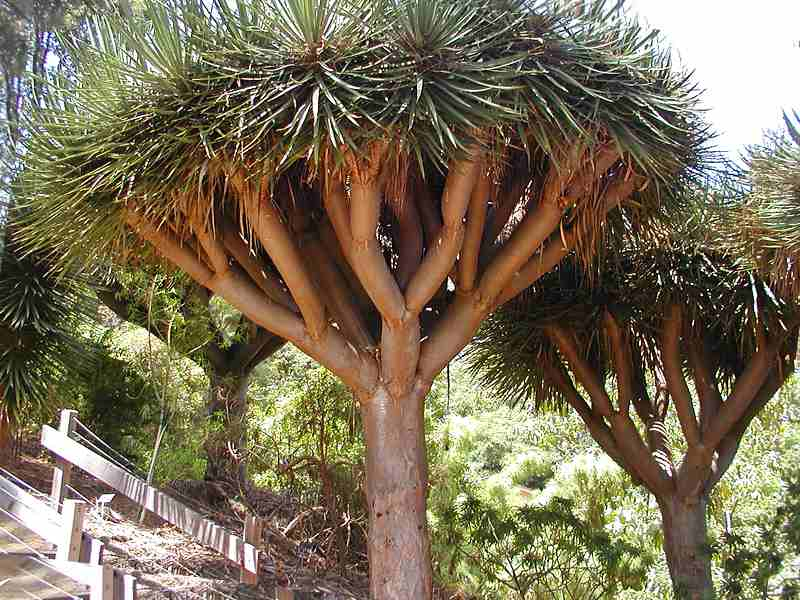
Asparagaceae : Dracaena draco, tulpină suculentă

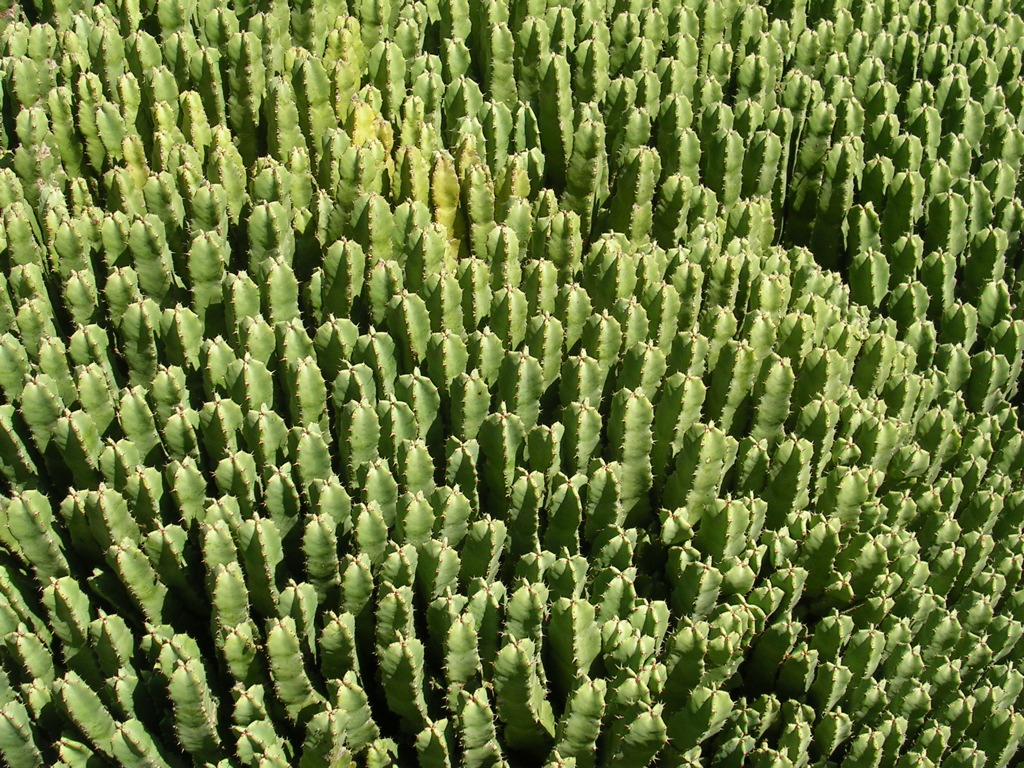
Euphorbia resinifera

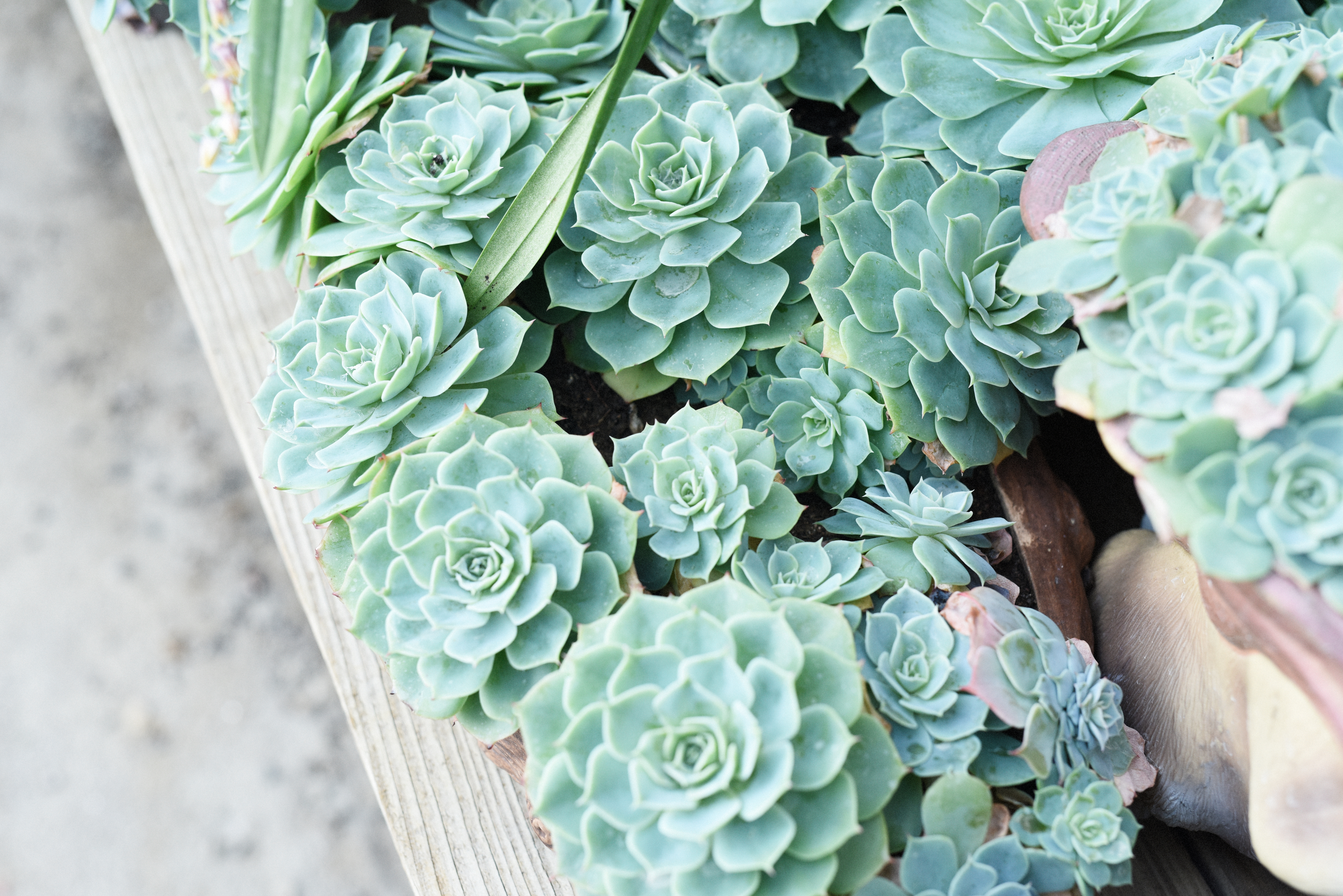
Suculente ținute la o temperatură de 25°C într-o seră din Connecticut

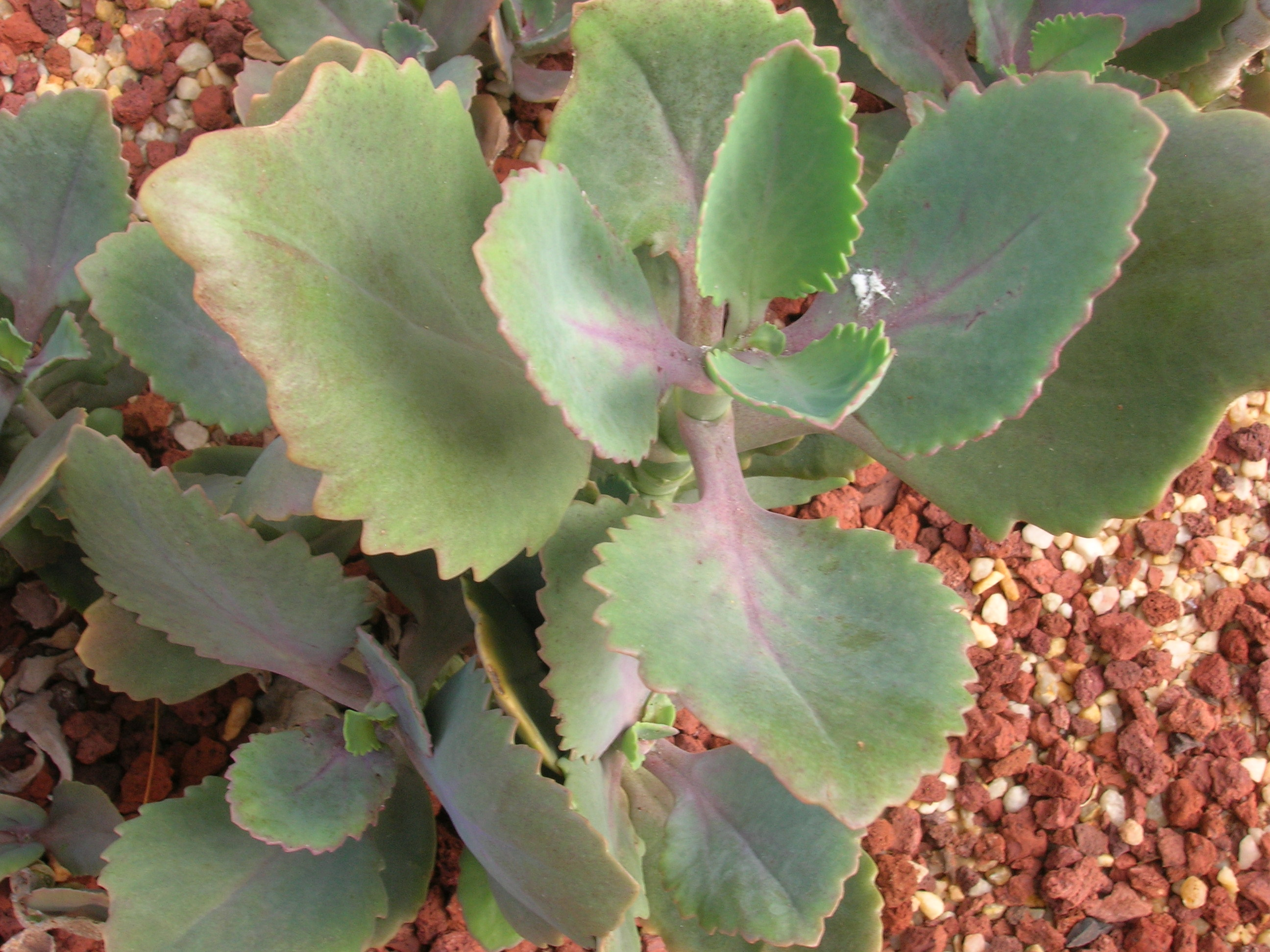
Kalanchoe longiflora

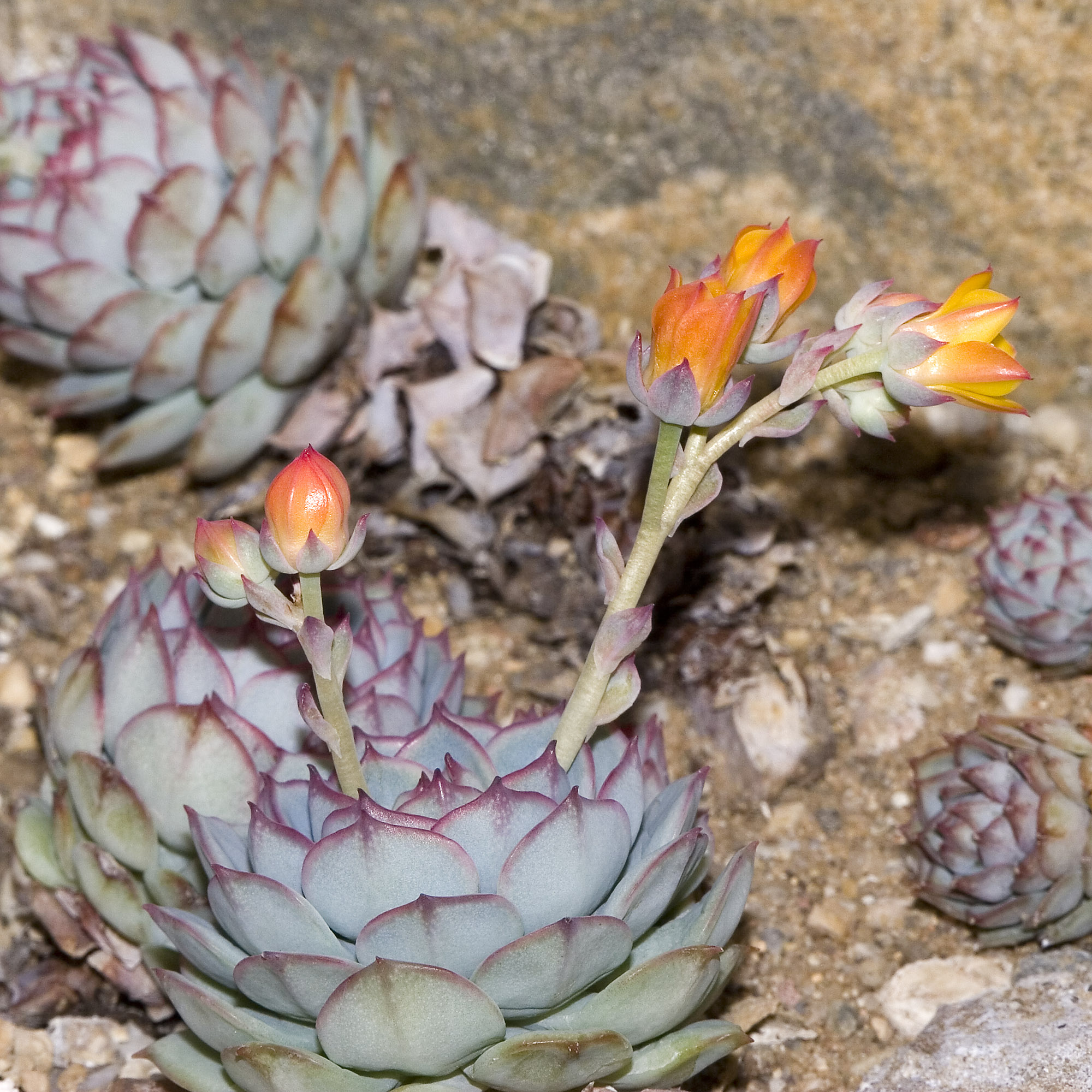
Echeveria derenbergii

Există aproximativ șaizeci de familii diferite de plante care conțin suculente. 
Tabelul de mai jos prezintă numărul de specii suculente găsite în unele familii: 

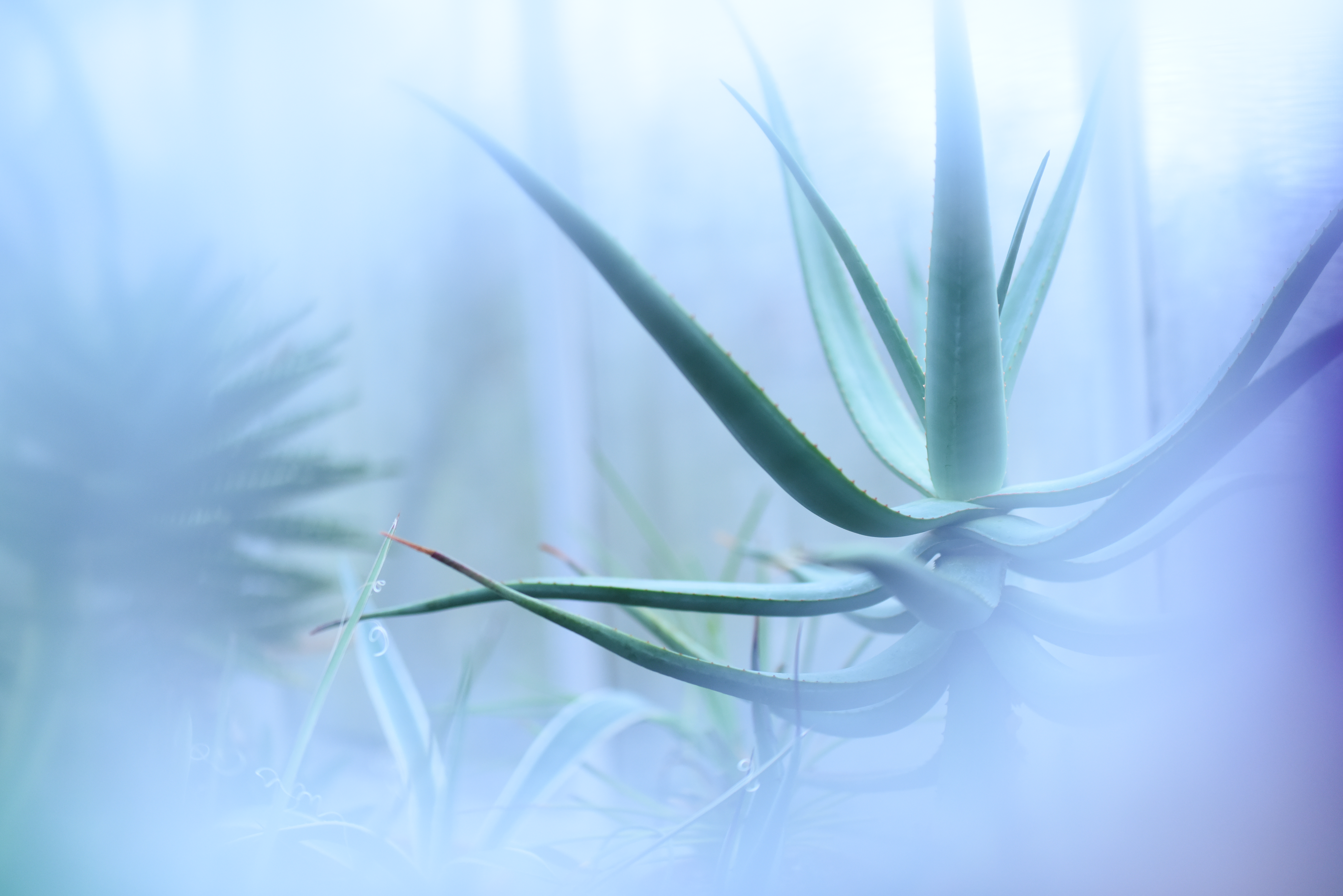
Suculent la apus - Parcul Edgerton

| Familie sau subfamilie | Suculență # | Piese modificate                | distribuire                                          |
| ---------------------- | ----------- | ------------------------------- | ---------------------------------------------------- |
| Agavoideae             | 300         | Frunză                          | America de Nord și Centrală                          |
| Cactaceae              | 1600        | Tulpină (rădăcină, frunză)      | Americile                                            |
| Crassulaceae           | 1300        | Frunză (rădăcină)               | La nivel mondial                                     |
| Aizoaceae              | 2000        | Frunză                          | Africa de Sud, Australia                             |
| Apocynaceae            | 500         | Tulpină                         | Africa, Arabia, India, Australia                     |
| Asphodelaceae          | 500+        | Frunză                          | Africa, Madagascar, Australia                        |
| Didiereaceae           | 11          | Tulpină                         | Madagascar ( endemic )                               |
| Euphorbiaceae          | > 1000      | Tulpină sau frunză sau rădăcină | Australia, Africa, Madagascar, Asia, America, Europa |
| Portulacaceae          | ~ 500       | Frunză și rădăcină              | America, Australia, Africa                           |

## Cultivare

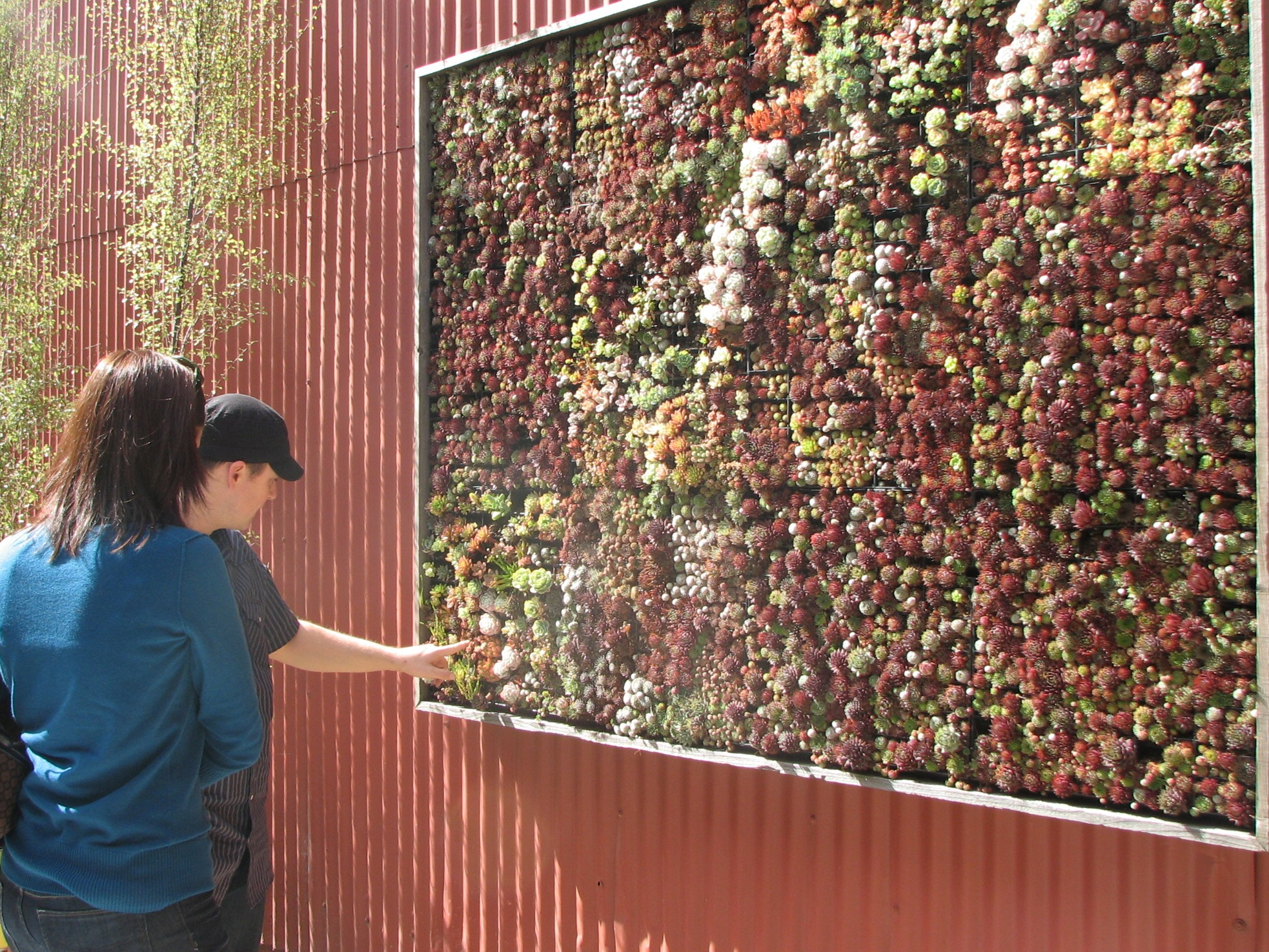
Perete de suculente într-o pepinieră din San Francisco, Statele Unite

Suculentele sunt favorizate ca plante de casă, pentru modul în care arată și ușurința de îngrijire. Dacă sunt bine puse în ghiveci, acestea necesită puțină îngrijire pentru supraviețuirea în interiorul locuinței.  Suculentele sunt plante de interior foarte adaptabile și se vor dezvolta conform condițiilor din interior.  Pentru majoritatea proprietarilor de plante, supra-udarea și infecțiile sunt principala cauză a decesului suculentelor.   